# Argyrotelaenus
Argyrotelaenus is een geslacht van wantsen uit de familie van de Miridae (Blindwantsen). Het geslacht werd voor het eerst wetenschappelijk beschreven door Reuter & Poppius in 1912.

## Soorten
Het genus bevat de volgende soorten:

- Argyrotelaenus elegans Reuter & Poppius, 1912
- Argyrotelaenus simoni Reuter & Poppius, 1912